# Kirche Niederstriegis

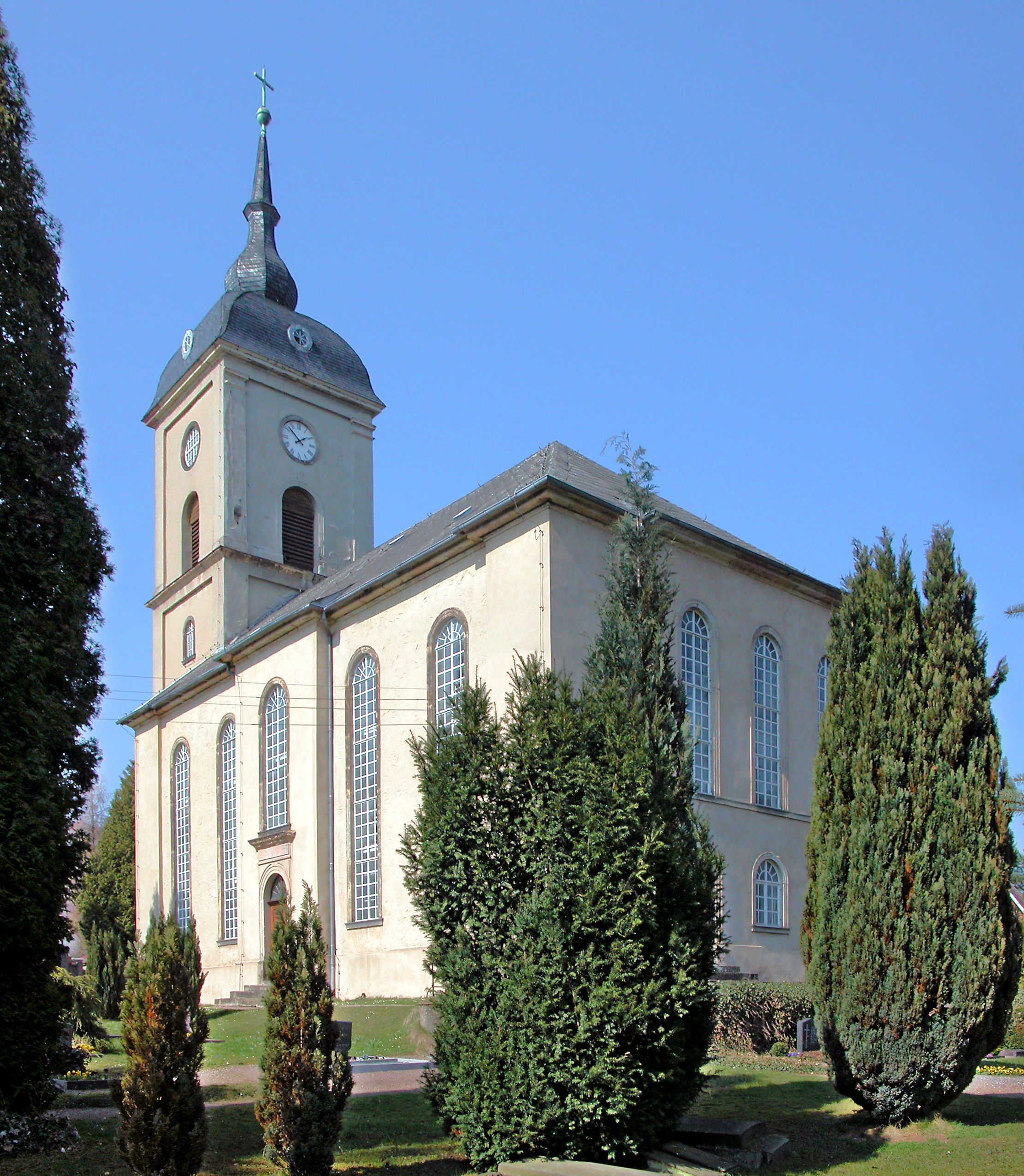
Dorfkirche Niederstriegis (Roßwein)

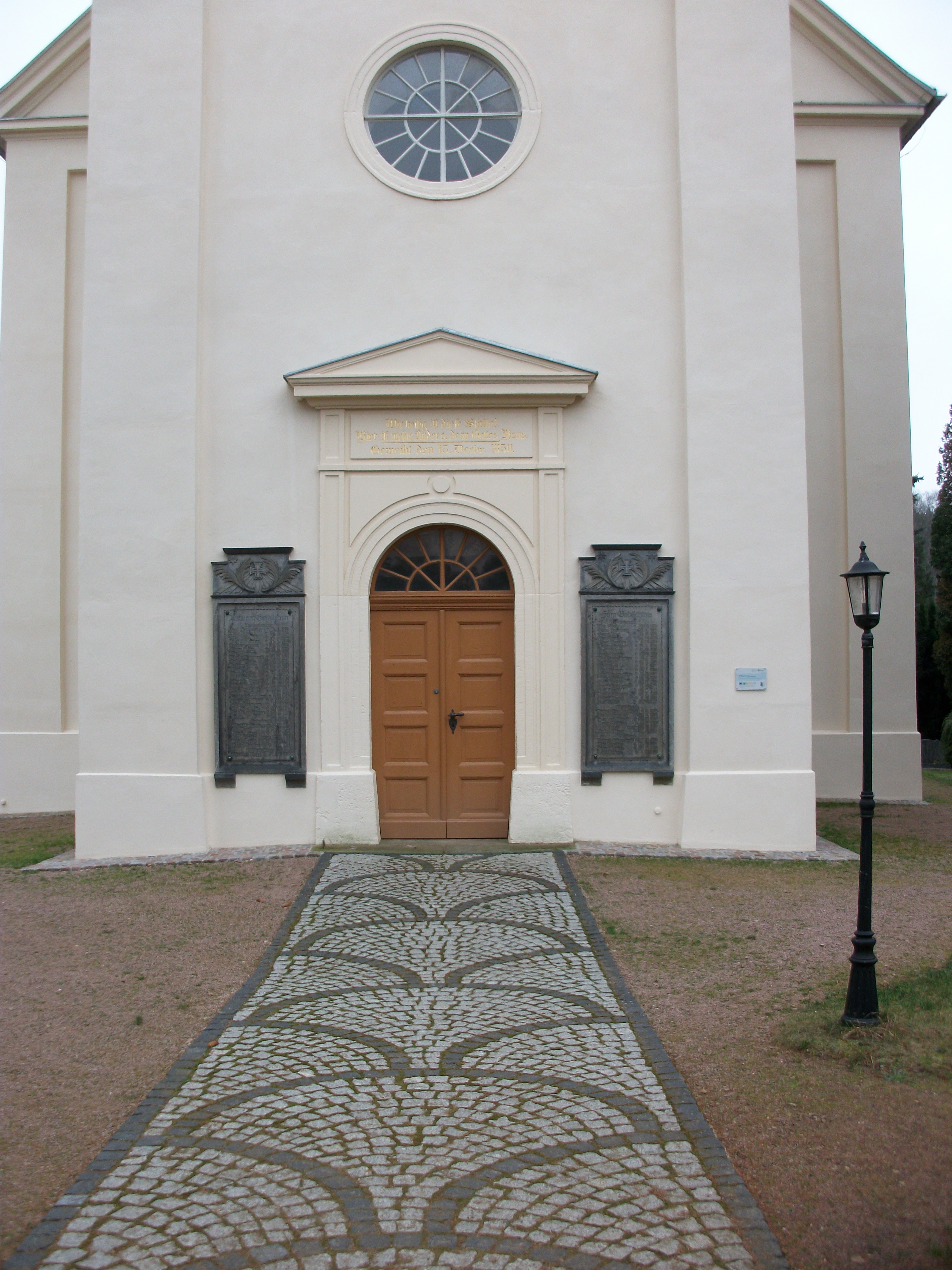
Portal

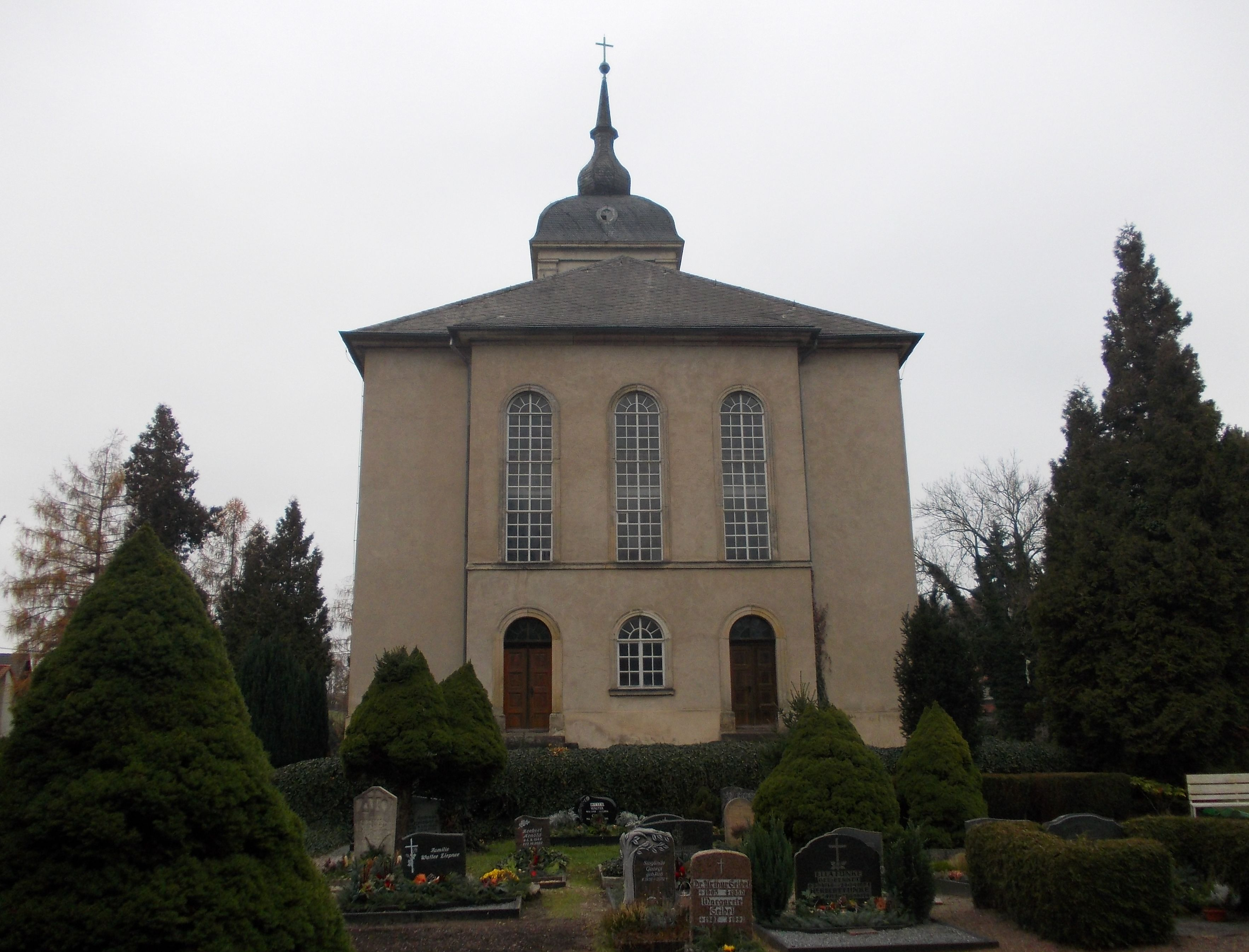
Ansicht von Osten

Die evangelische Dorfkirche Niederstriegis ist eine klassizistische Emporenhalle mit älteren Ausstattungsstücken im Ortsteil Niederstriegis von Roßwein im Landkreis Mittelsachsen in Sachsen. Sie gehört zur Kirchengemeinde Roßwein-Niederstriegis im Kirchenbezirk Leisnig-Oschatz der Evangelisch-Lutherischen Landeskirche Sachsens.

## Geschichte und Architektur
Die Kirche wurde als klassizistische Emporenhalle in den Jahren 1849/50 nach Plänen von Christian Friedrich Uhlig erbaut. Das Bauwerk ist ein Putzbau mit geradem Ostschluss, der durch Lisenen und hohe Rundbogenfenster gegliedert ist; der hohe Westturm wird durch eine geschweifte Haube bekrönt.
Das Mittelschiff des hellen, klassizistisch strengen Kirchenraums ist mit einem Muldengewölbe gedeckt und schließt im Osten halbrund. Die Seitenschiffe haben flache Decken und sind mit Emporen in zwei Etagen gefüllt, die hinter der Orgel miteinander verbunden sind. An der Ostseite sind verglaste Betstuben eingebaut.

## Ausstattung
Das Hauptstück der Ausstattung ist ein hoher, klassizistischer Kanzelaltar mit kannelierten Kompositsäulen und Dreieckgiebel; der polygonale Kanzelkorb ruht auf einer Akanthuskonsole. Beachtenswert ist die Sandsteintaufe von Hans Köhler dem Älteren mit der Jahreszahl 1588. Am Fuß sind Kinderfiguren zu sehen; das sechseckige Becken ist mit kunstvollen Reliefs der Taufe Christi, Christus und die Kinder sowie der Evangelisten geschmückt.
Aus einem Vorgängerbauwerk stammt auch der künstlerisch wertvolle Schnitzaltar aus dem Jahr 1513; er zeigt im Mittelschrein Anna Selbdritt unter einem Bogen mit Laubwerkdekor. In den Flügeln sind die Heiligen Valentin, Wolfgang, Stephanus und Laurentius sowie Johannes der Täufer, Barbara, Katharina und Sebastian dargestellt. Auf den Rückseiten ist eine gemalte Darstellung der Verkündigung zu sehen.
In der Sakristei findet sich ein kleines spätgotisches Sakramentshäuschen mit profiliertem Gewände, das ebenfalls aus dem Vorgängerbauwerk stammt.
Die Orgel ist ein Werk von Urban Kreutzbach aus dem Jahr 1851 mit 16 Registern auf zwei Manualen und Pedal, das mehrfach überarbeitet wurde. Im Jahr 1917 wurden die originalen Prospektpfeifen abgegeben und durch Zinkpfeifen ersetzt. In den Jahren 1920 und 1946 wurde das Werk von Schmeisser überarbeitet und kleinere Änderungen in der Disposition vorgenommen.

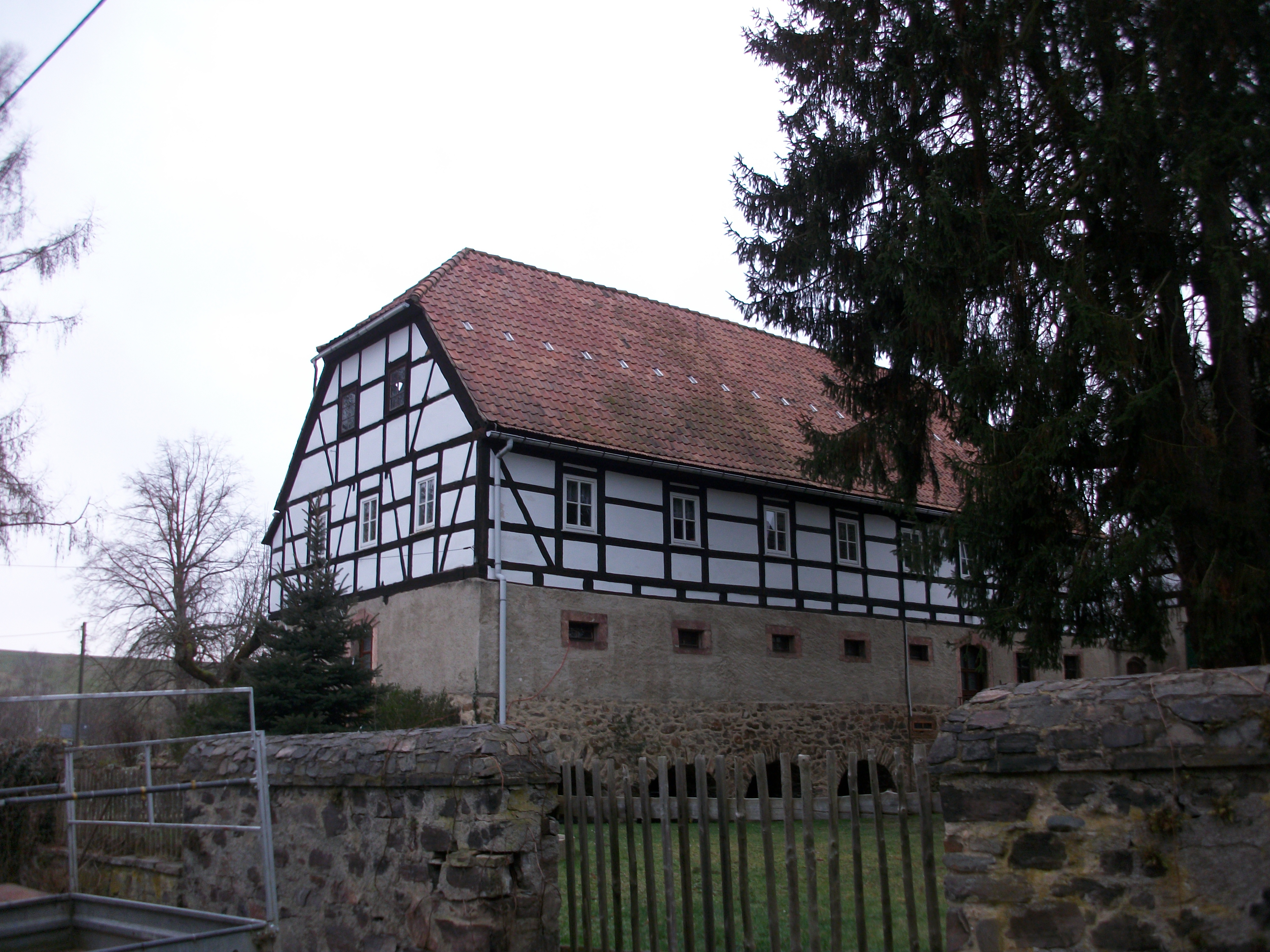
Pfarrhof Niederstriegis

## Pfarrhaus
Das Pfarrhaus mit der Adresse Winkel 1 ist ein ehemaliger Vierseithof des 18. Jahrhunderts neben der Kirche; der östliche Teil wurde abgebrochen. Der Hof besteht aus Wohnhaus, Wirtschaftsbauten mit massiven Erdgeschoss und Fachwerkobergeschoss sowie Stichbogenportalen. Der Torbogen des großen Hoftors ist ebenfalls ein Stichbogen.